# Burgess Ice Rise
Der Burgess Ice Rise ist eine kleine Eiskuppel vor der Westküste der westantarktischen Alexander-I.-Insel. Er ragt aus dem Wilkins-Schelfeis auf.
Der British Antarctic Survey kartierte ihn anhand der am 11. Februar 1967 bei einem Überflug erhobenen Echolotdaten. Landsat-Aufnahmen vom Februar 1979 dienten der Korrektur seiner geografischen Positionierung. Das UK Antarctic Place-Names Committee  benannte ihn nach Robert William Burgess (* 1929) von der Royal Air Force, Pilot der Twin Otter, mit der 1967 der Überflug durchgeführt wurde.